# 일신전속
일신전속(一身專屬)은 법률에서 특정한 자에게만 귀속하며 타인에게는 양도되지 않는 속성을 말한다.
일신전속적 권리는 특정한 주체만이 향유할 수 있는 권리이다. 특정 주체만이 향유할 수 있는 권리는 향유전속권이라고 하며 특정 주체만이 행사할 수 있는 것은 행사전속권이라고도 한다. 채권법에서의 고용, 위임과 같이 계속적 계약에 따른 당사자의 지위, 가족법에서 보장되는 친권, 부양청구권 등의 대부분의 권리, 헌법에서 보장되는 성명권, 초상권 등의 인격권은 일신전속적 권리이다. 또한 저작권법에서 저작자가 가지는 저작인격권도 저작자 본인만이 행사할 수 있으며, 양도나 상속할 수 없다.
한편 일신전속적 권리에 대비되는 개념으로 일신전속적 의무도 존재한다. 상법에서 영업양도인의 경업피지의무(競業避止義務)는 일신전속적 의무로 해석되므로 상속자에게 의무가 상속되지 않는다.
어떤 권리나 의무가 일신전속적 속성을 가지는가는 법률 해석을 통하여 밝혀진다. 최근에는 항공사의 마일리지가 일신전속적 속성을 가지는지에 대한 논란이 있었다.

## 조문
민법 제1005조 상속인은 상속개시된 때로부터 피상속인의 재산에 관한 포괄적 권리의무를 승계한다. 그러나 피상속인의 일신에 전속한 것은 그러하지 아니하다.